# プジョー・HR1

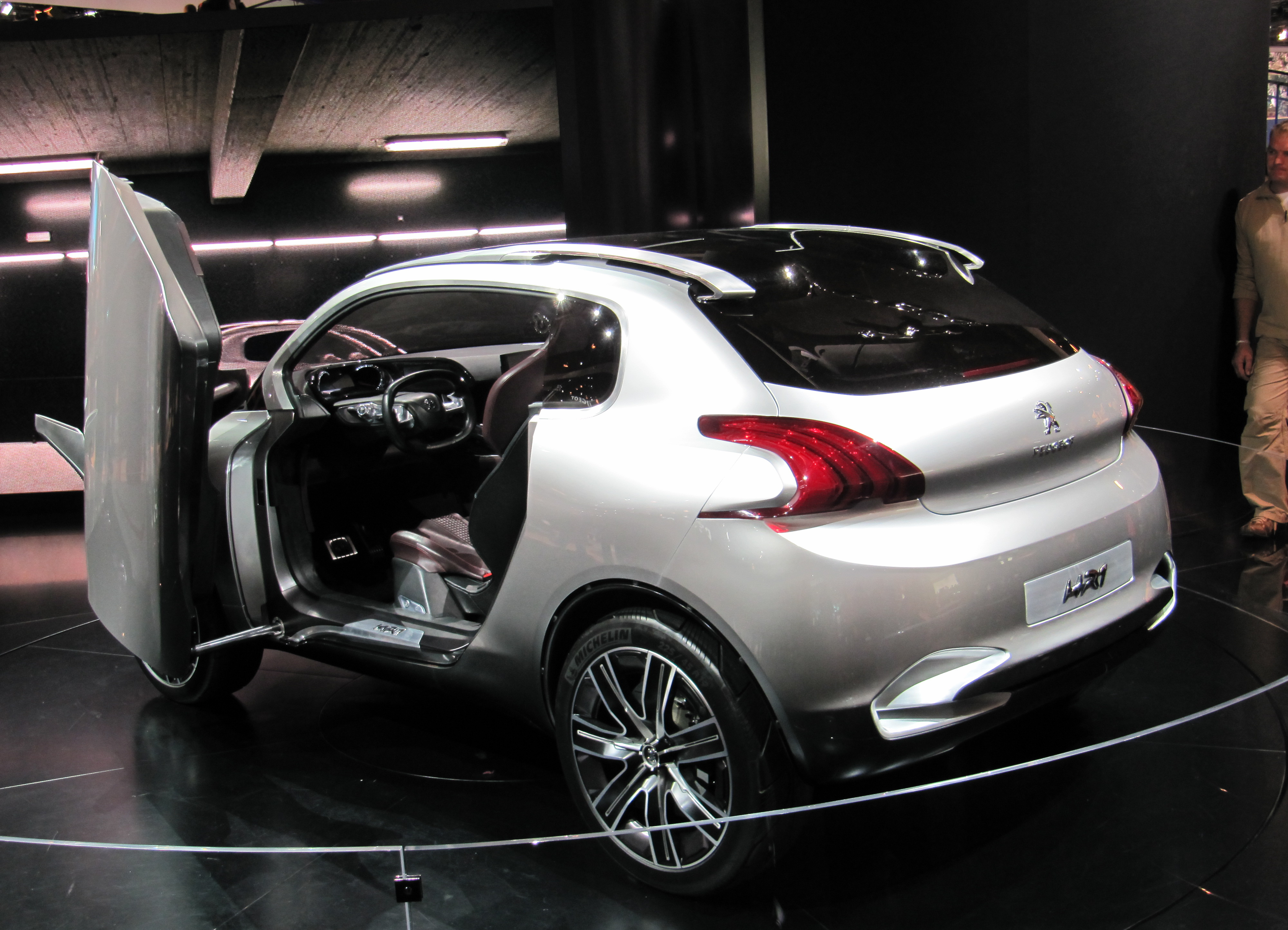
ドアを開けたリアビュー

HR1は2010年に発表されたプジョーのコンセプトカーである。

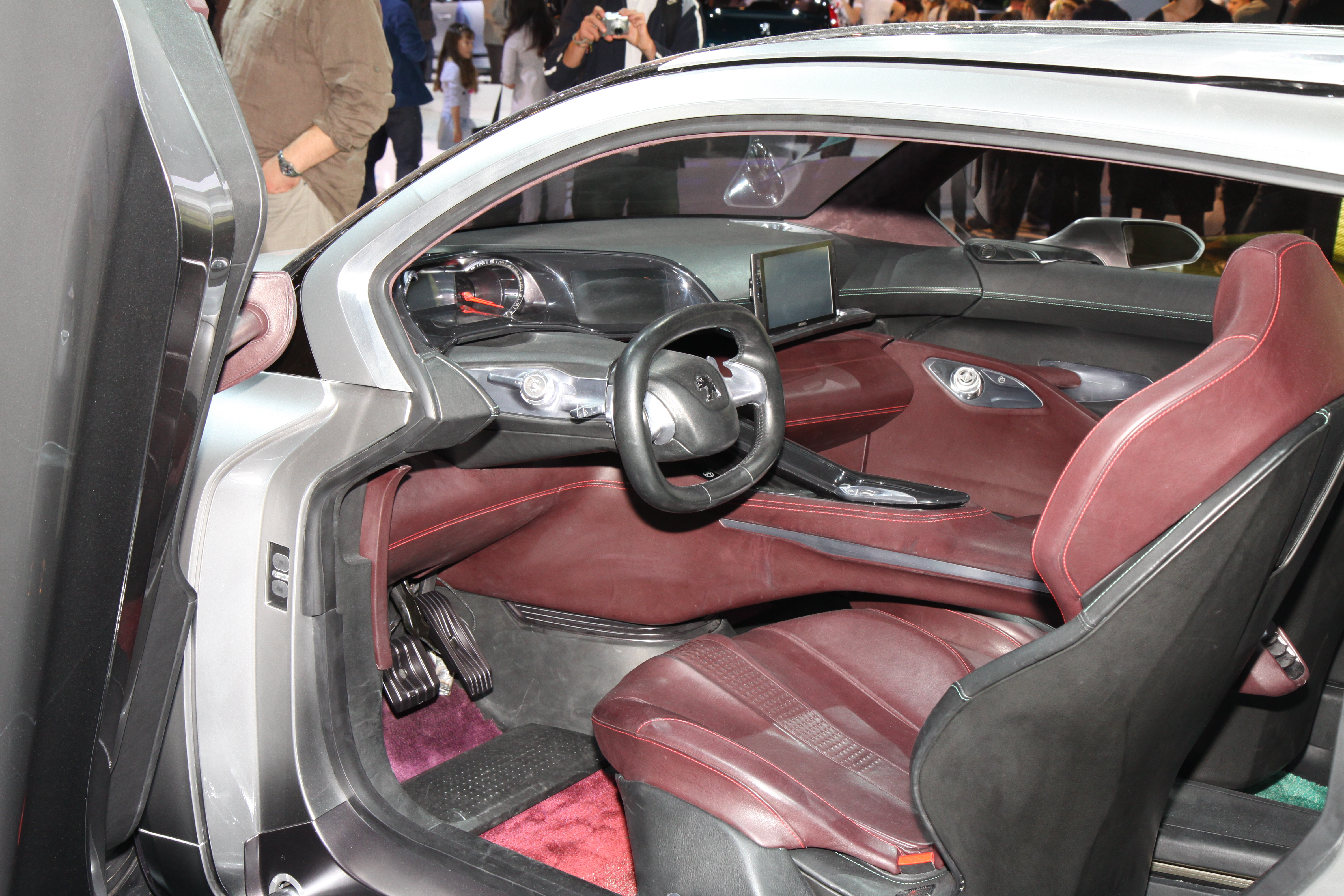
内装

## 概要
HR1は2010年のパリモーターショーで発表されたコンパクトSUVで、3008や508のモーターと1.2L直列3気筒ガソリンエンジンを組み合わせたハイブリッドパワートレインを搭載している。
エンジンが110PS、モーターが37PSを組み合わせ、合計で147PSを発揮する。エンジンが前輪、モーターが後輪を駆動し、モーター単独やエンジン単独での走行も可能とする。
トランスミッションはパドルシフト付き6速MT。 デザインは2013年に生産が開始された2008へと継承された。

## 参照
1. ↑   https://www.drive.com.au/news/revealed-peugeots-3cylinder-city-suv-20100930-15yg7/
2. ↑   https://www.challenges.fr/automobile/concept-cars/peugeot-hr1-mondial-de-l-auto-2010-ecrin-de-luxe_3575
3. ↑  https://www.autoevolution.com/news/peugeot-to-display-hr1-concept-in-geneva-31766.html
4. ↑  https://www.carmagazine.co.uk/car-news/first-official-pictures/peugeot/peugeot-hr1-crossover-concept-car-2010/
5. ↑  https://www.carthrottle.com/news/paris-2010-peugeot-hr1-hybrid-something
6. ↑  https://www.motortrend.com/news/peugeot-hr1-concept-is-the-latest-french-hybrid-9041/
7. ↑  https://response.jp/article/2010/09/30/145704.html
8. ↑  https://www.autocar.co.uk/car-news/paris-motor-show/paris-motor-show-2010-peugeot-hr1